# 格盧博科耶
格盧博科耶（羅馬化：Hlybokaje）是白俄罗斯维捷布斯克州格盧博科耶區内的城市及该区的行政中心。該市距離首都明斯克162公里，市內有5座湖泊，是該國的重要旅遊業中心，2010年人口18,200。

## 外部連結
- Photos at radizma.org （页面存档备份，存于） （白俄羅斯文）
- Glebokie (Hlybokaye) Yizkor (Holocaust Memorial) Book （页面存档备份，存于） （意第緒語）
- Book on Jews of Gluboke/Globoke/Hlybokaye （页面存档备份，存于） （英文）
- post codes （俄文）